# Lijst van drukste luchthavens van Europa
De lijst van drukste luchthavens van Europa kijkt naar passagiersvervoer op luchthavens in Europa waarbij een operatie van aankomst, vertrek of transfer binnen een dag worden geteld als een passagier.
Vanwege een beveiligingsprobleem met de MediaWiki Graph-software is het momenteel niet mogelijk deze grafiek weer te geven. Zodra de software is bijgewerkt zal de grafiek vanzelf weer zichtbaar worden.

## 2022
| Rang | Luchthaven                          | Locatie                                                      | Code (IATA/ICAO) | Totaal passagiers | Groei/krimp aantal passagiers t.o.v 2021 |
| ---- | ----------------------------------- | ------------------------------------------------------------ | ---------------- | ----------------- | ---------------------------------------- |
| 1    |                                     |                                                              |                  |                   |                                          |
| 2    | London Heathrow Airport             | Hillingdon, Groot-Londen, Verenigd Koninkrijk                | LHR/EGLL         | 61.599.196        | 218%                                     |
| 3    | Luchthaven Parijs-Charles de Gaulle | Roissy-en-France, Frankrijk                                  | CDG/LFPG         | 57.474.033        | 119%                                     |
| 4    | Luchthaven Schiphol                 | Haarlemmermeer, Noord-Holland, Nederland                     | AMS/EHAM         | 52.472.188        | 106%                                     |
| 5    | Luchthaven Madrid-Barajas           | Madrid, Spanje                                               | MAD/LEMD         | 50.633.652        | 110%                                     |
| 6    | Luchthaven Frankfurt am Main        | Frankfurt, Hessen, Duitsland                                 | FRA/EDDF         | 48.918.482        | 97%                                      |
| 7    | Luchthaven Barcelona-el Prat        | Barcelona, Catalonië, Spanje                                 | BCN/LEBL         | 41.639.622        | 121%                                     |
| 8    | Luchthaven Londen Gatwick           | Crawley, West Sussex, Verenigd Koninkrijk                    | LGW/EGKK         | 32.839.000        | 425%                                     |
| 9    | Luchthaven München                  | München, Duitsland                                           | MUC/EDDM         | 31.642.702        | 153%                                     |
| 10   | Luchthaven Rome Fiumicino           | Fiumicino, Rome, Italië                                      | FCO/LIRF         | 29.360.000        | 152%                                     |
| 11   | Luchthaven Parijs-Orly              | Orly, Val-de-Marne, Île-de-France, Frankrijk                 | ORY/LFPO         | 29.187.269        | 86%                                      |
| 12   | Luchthaven Palma de Mallorca        | Palma de Mallorca, Mallorca, Balearen, Spanje                | PMI/LEPA         | 28.573.364        | 97%                                      |
| 13   | Luchthaven Moskou-Sjeremetjevo      | Chimki, Oblast Moskou, Rusland                               | SVO/UUEE         | 28.400.000        | −7%                                      |
| 14   | Luchthaven Lissabon-Portela         | Loures, Lissabon, Portugal                                   | LIS/LPPT         | 28.262.000        | 133%                                     |
| 15   | Luchthaven Dublin                   | Collinstown, Fingal, Leinster, Ierland                       | DUB/EIDW         | 27.787.556        | 231%                                     |
| 16   | Luchthaven Wenen                    | Schwechat, Wien-Umgebung, Neder-Oostenrijk, Oostenrijk       | VIE/LOWW         | 23.682.133        | 128%                                     |
| 17   | Manchester Airport                  | Ringway, Manchester, North West England, Verenigd Koninkrijk | MAN/EGCC         | 23.369.770        | 283%                                     |
| 18   | Luchthaven Londen Stansted          | Uttlesford, Essex, East of England, Verenigd Koninkrijk      | STN/EGSS         | 23.319.000        | 226%                                     |
| 19   | Luchthaven Athene                   | Spata-Artemida, Attica, Griekenland                          | ATH/LGAV         | 22.561.132        | 120%                                     |
| 20   | Luchthaven Zürich                   | Kloten, Kanton Zürich, Zwitserland                           | ZRH/LSZH         | 22.561.000        | 120%                                     |

## 2018
De lijst met de drukste luchthavens in 2018 qua passagiersaantallen.
| Rang | Luchthaven                          | Locatie                                       | Code (IATA/ICAO) | Totaal passagiers |
| ---- | ----------------------------------- | --------------------------------------------- | ---------------- | ----------------- |
| 1    | Luchthaven Londen Heathrow          | Hillingdon, Groot-Londen, Verenigd Koninkrijk | LHR/EGLL         | 80.100.311        |
| 2    | Luchthaven Parijs-Charles de Gaulle | Roissy-en-France, Frankrijk                   | CDG/LFPG         | 72.229.723        |
| 3    | Luchthaven Schiphol                 | Haarlemmermeer, Noord-Holland, Nederland      | AMS/EHAM         | 70.956.594        |
| 4    | Luchthaven Frankfurt am Main        | Frankfurt, Hessen, Duitsland                  | FRA/EDDF         | 69.510.269        |
| 5    | Luchthaven Istanbul Atatürk         | Yeşilköy, Istanboel, Turkije                  | IST/LTBA         | 67.981.446        |
| 6    | Luchthaven Madrid-Barajas           | Madrid, Spanje                                | MAD/LEMD         | 57.891.340        |
| 7    | Luchthaven Barcelona-el Prat        | Barcelona, Spanje                             | BCN/LEBL         | 50.172.457        |
| 8    | Luchthaven München                  | München, Duitsland                            | MUC/EDDM         | 46.253.623        |

## 2016
De lijst met de drukste luchthavens in 2016 qua passagiersaantallen
| Rang | Luchthaven                          | Locatie                                       | Code (IATA/ICAO) | Totaal passagiers |
| ---- | ----------------------------------- | --------------------------------------------- | ---------------- | ----------------- |
| 1    | Luchthaven Londen Heathrow          | Hillingdon, Groot-Londen, Verenigd Koninkrijk | LHR/EGLL         | 75.711.130        |
| 2    | Luchthaven Parijs-Charles de Gaulle | Roissy-en-France, Frankrijk                   | CDG/LFPG         | 65.933.145        |
| 3    | Luchthaven Schiphol                 | Haarlemmermeer, Noord-Holland, Nederland      | AMS/EHAM         | 63.625.664        |
| 4    | Luchthaven Frankfurt am Main        | Frankfurt, Hessen, Duitsland                  | FRA/EDDF         | 60.786.937        |
| 5    | Luchthaven Istanbul Atatürk         | Yeşilköy, Istanboel, Turkije                  | IST/LTBA         | 60.119.215        |
| 6    | Luchthaven Madrid-Barajas           | Madrid, Spanje                                | MAD/LEMD         | 50.420.583        |

## 2014
De lijst met de drukste luchthavens in 2014 qua passagiersaantallen:
| Rang | Luchthaven                          | Locatie                                       | Code (IATA/ICAO) | Totaal passagiers |
| ---- | ----------------------------------- | --------------------------------------------- | ---------------- | ----------------- |
| 1    | Luchthaven Londen Heathrow          | Hillingdon, Groot-Londen, Verenigd Koninkrijk | LHR/EGLL         | 73.477.826        |
| 2    | Luchthaven Parijs-Charles de Gaulle | Roissy-en-France, Frankrijk                   | CDG/LFPG         | 63.921.084        |
| 3    | Luchthaven Frankfurt am Main        | Frankfurt, Hessen, Duitsland                  | FRA/EDDF         | 59.618.682        |
| 4    | Luchthaven Istanbul Atatürk         | Yeşilköy, Istanboel, Turkije                  | IST/LTBA         | 57.125.228        |
| 5    | Luchthaven Schiphol                 | Haarlemmermeer, Noord-Holland, Nederland      | AMS/EHAM         | 55.083.831        |
| 6    | Luchthaven Madrid-Barajas           | Madrid, Spanje                                | MAD/LEMD         | 42.095.433        |

## 2011
De lijst met de drukste luchthavens in 2011 qua passagiersaantallen:
| Rang | Luchthaven                          | Locatie                                                      | Code (IATA/ICAO) | Totaal passagiers | Groei/krimp aantal passagiers t.o.v 2010 |
| ---- | ----------------------------------- | ------------------------------------------------------------ | ---------------- | ----------------- | ---------------------------------------- |
| 1    | Luchthaven Londen Heathrow          | Hillingdon, Groot-Londen, Verenigd Koninkrijk                | LHR/EGLL         | 69.433.565        | 5,4%                                     |
| 2    | Luchthaven Parijs-Charles de Gaulle | Roissy-en-France, Frankrijk                                  | CDG/LFPG         | 60.970.551        | 4,8%                                     |
| 3    | Luchthaven Frankfurt am Main        | Frankfurt, Hessen, Duitsland                                 | FRA/EDDF         | 56.436.255        | 6,5%                                     |
| 4    | Luchthaven Schiphol                 | Haarlemmermeer, Noord-Holland, Nederland                     | AMS/EHAM         | 49.754.910        | 10,0%                                    |
| 5    | Luchthaven Madrid-Barajas           | Madrid, Spanje                                               | MAD/LEMD         | 49.644.302        | −0,4%                                    |
| 6    | Luchthaven München                  | München, Duitsland                                           | MUC/EDDM         | 37.763.701        | 8,8%                                     |
| 7    | Luchthaven Rome Fiumicino           | Fiumicino, Rome, Italië                                      | FCO/LIRF         | 37.651.222        | 3,9%                                     |
| 8    | Luchthaven Istanbul Atatürk         | Yeşilköy, Istanboel, Turkije                                 | IST/LTBA         | 37.398.221        | 16,3%                                    |
| 9    | Luchthaven Barcelona-el Prat        | Barcelona, Catalonië, Spanje                                 | BCN/LEBL         | 34.387.597        | 17,8%                                    |
| 10   | Luchthaven Londen Gatwick           | Crawley, West Sussex, Verenigd Koninkrijk                    | LGW/EGKK         | 33.668.048        | 7,3%                                     |
| 11   | Luchthaven Parijs-Orly              | Orly, Val-de-Marne, Île-de-France, Frankrijk                 | ORY/LFPO         | 27.139.076        | 7,7%                                     |
| 12   | Luchthaven Moskou-Domodedovo        | Domodedovo, Oblast Moskou, Rusland                           | DME/UUDD         | 25.701.610        | 15,5%                                    |
| 13   | Luchthaven Antalya                  | Antalya, Turkije                                             | AYT/LTAI         | 25.183.142        | 15,2%                                    |
| 14   | Luchthaven Zürich                   | Kloten, Kanton Zürich, Zwitserland                           | ZRH/LSZH         | 24.335.673        | 11,2%                                    |
| 15   | Luchthaven Palma de Mallorca        | Palma de Mallorca, Mallorca, Balearen, Spanje                | PMI/LEPA         | 22.723.837        | 7,6%                                     |
| 16   | Luchthaven van Kopenhagen           | Kastrup, Tårnby, Regio Hoofdstad, Denemarken                 | CPH/EKCH         | 22.673.477        | 5,7%                                     |
| 17   | Luchthaven Moskou-Sjeremetjevo      | Chimki, Oblast Moskou, Rusland                               | SVO/UUEE         | 22.555.309        | 16,7%                                    |
| 18   | Luchthaven Wenen                    | Schwechat, Wien-Umgebung, Neder-Oostenrijk, Oostenrijk       | VIE/LOWW         | 21.106.330        | 7,2%                                     |
| 19   | Luchthaven Oslo Gardermoen          | Gardermoen, Ullensaker, Akershus, Noorwegen                  | OSL/ENGM         | 21.092.873        | 10,5%                                    |
| 20   | Luchthaven Düsseldorf International | Düsseldorf, Noordrijn-Westfalen, Duitsland                   | DUS/EDDL         | 20.339.466        | 7,1%                                     |
| 21   | Luchthaven Milaan-Malpensa          | Somma Lombardo, Varese, Lombardije, Italië                   | MXP/LIMC         | 19.291.427        | 1,8%                                     |
| 22   | Luchthaven Stockholm-Arlanda        | Sigtuna, Stockholms län, Zweden                              | ARN/ESSA         | 19.088.363        | 12,4%                                    |
| 23   | Manchester Airport                  | Ringway, Manchester, North West England, Verenigd Koninkrijk | MAN/EGCC         | 18.991.797        | 6,3%                                     |
| 24   | Brussels Airport                    | Zaventem, Vlaams-Brabant, Vlaanderen, België                 | BRU/EBBR         | 18.756.203        | 9,4%                                     |
| 25   | Luchthaven Dublin                   | Collinstown, Fingal, Leinster, Ierland                       | DUB/EIDW         | 18.735.944        | 1,7%                                     |
| 26   | Luchthaven Londen Stansted          | Uttlesford, Essex, East of England, Verenigd Koninkrijk      | STN/EGSS         | 18.046.777        | −2,8%                                    |
| 27   | Luchthaven Berlin-Tegel             | Tegel, Reinickendorf, Berlijn, Duitsland                     | TXL/EDDT         | 16.919.820        | 12,6%                                    |
| 28   | Luchthaven Helsinki-Vantaa          | Vantaa, Uusimaa, Finland                                     | HEL/EFHK         | 14.848.074        | 15,4%                                    |
| 29   | Luchthaven Lissabon-Portela         | Loures, Lissabon, Portugal                                   | LIS/LPPT         | 14.791.260        | 5,2%                                     |
| 30   | Luchthaven Athene                   | Spata-Artemida, Attica, Griekenland                          | ATH/LGAV         | 14.428.032        | −6,3%                                    |

## 2006
1. London Heathrow Airport, Verenigd Koninkrijk: 67,5 miljoen passagiers
2. Charles de Gaulle International Airport, (Parijs) Frankrijk 56,8 miljoen passagiers
3. Frankfurt International Airport, Duitsland 52,8 miljoen passagiers
4. Luchthaven Schiphol, Nederland 46,2 miljoen passagiers
5. Madrid Barajas International Airport. Spanje 45,5 miljoen passagiers
6. London Gatwick Airport, Verenigd Koninkrijk 34,2 miljoen passagiers
7. Luchthaven München, Duitsland 30,8 miljoen passagiers
8. Luchthaven Rome Fiumicino, (Rome) Italië 30,2 miljoen passagiers
9. Luchthaven Barcelona-el Prat, Spanje 30,0 miljoen passagiers
10. Luchthaven Orly, Frankrijk 25,6 miljoen passagiers
11. Luchthaven Londen Stansted, Verenigd Koninkrijk 23,7 miljoen passagiers
12. Luchthaven Palma de Mallorca, (Palma de Mallorca) Spanje 22,4 miljoen passagiers
13. Manchester Airport, Verenigd Koninkrijk 22,1 miljoen passagiers
14. Malpensa International Airport, (Milaan) Italië 21,8 miljoen passagiers
15. Luchthaven Istanbul Atatürk*, (Istanboel) Turkije 21,3 miljoen passagiers
16. Dublin International Airport, Ierland 21,1 miljoen passagiers
17. Luchthaven Kopenhagen, Denemarken 20,9 miljoen passagiers
18. Zürich International Airport, Zwitserland 19,2 miljoen passagiers.
19. Oslo Airport, Noorwegen 17,7 miljoen passagiers
20. Stockholm Arlanda Airport, Zweden 17,5 miljoen passagiers
21. Vienna International Airport, Oostenrijk 16,9 miljoen passagiers
22. Brussels Airport, België 16,7 miljoen passagiers
23. Düsseldorf International Airport, Duitsland 16,6 miljoen passagiers
24. Luchthaven Domodedovo, (Moskou) Rusland 15,4 miljoen passagiers
25. Luchthaven Athene, Griekenland 15,1 miljoen passagiers
26. Luchthaven Málaga, Spanje 13,1 miljoen passagiers
27. Luchthaven Sjeremetjevo, (Moskou) Rusland 12,8 miljoen passagiers
28. Luchthaven Portela, (Lissabon) Portugal 12,2 miljoen passagiers
29. Luchthaven Helsinki-Vantaa, Finland 12,1 miljoen passagiers
30. Flughafen Hamburg, Duitsland 12,0 miljoen passagiers
31. Luchthaven Berlin-Tegel, (Berlijn) Duitsland 11,8 miljoen passagiers
32. Luchthaven Praag-Ruzyně, (Praag) Tsjechië 11,6 miljoen passagiers
33. Aeropuerto de Gran Canaria, Spanje 10,3 miljoen passagiers
34. Stuttgart Airport, Duitsland 10,1 miljoen passagiers
35. Aéroport de Genève, Zwitserland 10,0 miljoen passagiers
36. Côte d'Azur International Airport, (Nice) Frankrijk 9,9 miljoen passagiers
37. Flughafen Köln-Bonn, Duitsland 9,9 miljoen passagiers
38. Aeroporto di Milano Linate, (Milaan) Italië 9,7 miljoen passagiers
39. Luchthaven Londen Luton, Verenigd Koninkrijk 9,4 miljoen passagiers
40. Birmingham International Airport, Verenigd Koninkrijk 9,1 miljoen passagiers
41. Aeropuerto de Alicante-Elche, Spanje 8,9 miljoen passagiers
42. Aeropuerto de Tenerife Sur, Spanje 8,8 miljoen passagiers
43. Glasgow International Airport, Verenigd Koninkrijk 8,6 miljoen passagiers
44. Ferihegy International Airport, Hongarije 8,3 miljoen passagiers
45. Warschau Frederic Chopin Airport, Polen  8,1 miljoen passagiers
46. Marco Polo International Airport, (Venetië) Italië 7,7 miljoen passagiers.
47. Luchthaven Lyon-Saint Exupéry, (Lyon) Frankrijk 6,8 miljoen passagiers.
48. Aéroport Marseille Provence, Frankrijk 6,1 miljoen passagiers.
49. Luchthaven Berlin-Schönefeld, Duitsland 6,1 miljoen passagiers.